# Grand Hotel (film)
A Grand Hotel egy 1932-es amerikai filmdráma Edmund Goulding rendezésében. A mai napig az egyetlen olyan produkció, amely Oscar-díjat nyert a legjobb film kategóriában anélkül, hogy más kategóriában is nevezte volna az Amerikai Filmakadémia.
2007-ben az Amerikai Egyesült Államok Nemzeti Filmmegőrzési Bizottsága beválasztotta a Nemzeti Filmarchívumba. Továbbá az Amerikai Filmintézet 100 év... 100 mozis idézet rangsorán Greta Garbo a Grand Hotelben elhangzott "Egyedül akarok lenni." szavait a 30. helyre rangsorolta.

## Történet
A berlini Grand Hotel lakói között található Otternschlag doktor (Lewis Stone), egy megnyomorodott első világháborús veterán, aki megjegyzi a film elején: "Emberek jönnek és mennek. Soha semmi nem történik." Továbbá a hotel vendége Felix von Geigern báró (John Barrymore), aki elherdálta a vagyonát, és most kártyajátékból és alkalmi ékszertolvajlásból él. A báró összebarátkozik Otto Kringeleinnal (Lionel Barrymore), egy szelíd könyvelővel, aki rájött, hogy haldoklik, ezért úgy döntött, hogy utolsó napjait luxus körülmények között fogja leélni. Kriegelein korábbi munkaadója, a gyárigazgató Preysing (Wallace Beery) is a hotelben van, egy fontos üzlet miatt, és felfogadja a gyorsíró Flaemmchent (Joan Crawford) asszisztensnek. Flaemmchen vágya, hogy színésznő legyen, és megmutat egy magazinban megjelent fotósorozatot magáról a főnökének, amivel azt fejezi ki, hogy hajlandó többet is tenni gépelésnél, ha Preysing segít jövőbeli karrierjében.
Szintén a hotel vendége az orosz balerina Grusinskaya (Greta Garbo) is, akinek megfeneklett a karrierje. Váratlanul visszatér a színházból, amikor a felfedezi a bárót a szobájában, amint ellopni készül az ékszereit, majd mondja neki: "Egyedül akarok lenni." Ennek ellenére a báró marad, és beszélgetni kezdenek. Grusinskaya vonzónak találja a férfit.
Másnap reggel a bűnbánó báró visszatér az ékszerekkel. Grusinskaya kísérőnek hívja Bécsbe, amit a férfi elfogad.
A báró csatlakozik Kringelein és Flaemmchen délutáni teájához, ahol a fiatal nő hízelegve rábeszéli a betegeskedő férfit, hogy táncoljon vele. Preysing félbeszakítja őket, és ráparancsol a nőre, hogy vele táncoljon. A durva viselkedése felbosszantja Kringeleint – aki tudtában van volt főnöke piszkos ügyeivel – és elmondja mit gondol róla. Meglepődve a szokatlan vakmerőségen, Preysing megütni készül Kringeleint, amikor a báró közbelép, és kártyázni hívja a férfit. Kringelein elfogadja, megnyer mindent, majd lerészegedik. Amikor elejti a pénztárcáját, a báró gyorsan felveszi, és észrevétlenül becsúsztatja a zakója zsebébe. Később amikor Kringelein megszállottan keresni kezdi a tárcáját, a báró – akinek kétségbeesetten szüksége van pénzre, de megszerette a beteg férfit – úgy tesz, mint aki hirtelen megtalálja a pénztárcát, és visszaadja azt.
Egy kétségbeejtő vállalategyesülés miatt Preysingnek Londonba kell utaznia, és arra kéri Flaemmchent, hogy tartson vele. Később mikor ketten a nő szobájában vannak, ami a sajátjára nyílik, felfedezi a báró árnyékát kutakodni a dolgai között. Amint belép dulakodni kezdenek, Preysing koponyán sújtja a bárót a telefonnal, aki életét veszti. Flaemmchent a szobába lép, majd amit lát, elmondja Kringeleinnak, aki szembesíti Preysinget. A gyárigazgató önvédelemre hivatkozik, de Kringelein kihívja a rendőrséget, és letartóztatják.
Grusinskaya abban a reményben érkezik az állomásra a bécsi vonat elé, hogy a báró várni fog rá ott, de a halott férfi soha nem érkezik meg. Eközben Kringelein felajánlja, hogy gondoskodik Flaemmchenről, aki azt javasolja, hogy utazzanak Párizsba gyógymódot találni a betegségére. Amikor elhagyják a hotelt Otternschlag doktor megjegyzi még egyszer: "Grand Hotel. Emberek jönnek és mennek. Soha semmi nem történik."

## Szereposztás
| Színész              | Karakter               | Magyar hang       |
| -------------------- | ---------------------- | ----------------- |
| Greta Garbo          | Grusinskaya, a táncos  | Kovács Nóra       |
| John Barrymore       | Felix von Gaigern báró | Bács Ferenc       |
| Joan Crawford        | Flaemmchen, a gépírónő | Orosz Helga       |
| Wallace Beery        | Preysing igazgató      | Szélyes Imre      |
| Lionel Barrymore     | Otto Kringelein        | Dobránszky Zoltán |
| Lewis Stone          | Otternschlag doktor    | Horváth Sándor    |
| Jean Hersholt        | Senf, a portás         | Pataki Imre       |
| Tully Marshall       | Gerstenkorn            | N/A               |
| Robert McWade        | Meierheim              | N/A               |
| Purnell Pratt        | Zinnowitz              | N/A               |
| Ferdinand Gottschalk | Pimenov                | N/A               |
| Rafaela Ottiano      | Suzette                | N/A               |
| Morgan Wallace       | Chauffeur              | N/A               |
| Frank Conroy         | Rohna                  | N/A               |
| Murray Kinnell       | Schweimann             | N/A               |
| Edwin Maxwell        | Dr. Waitz              | N/A               |

## A film háttere
A producer Irving Thalberg 13 ezer dollárért vette meg Vicki Baum osztrák írónő Menschen in Hotel (magyarul: Emberek a hotelben) című regényének jogait, majd megbízta William A. Drake-et, hogy adaptálja a művet színpadra. A premier 1930. november 13-án volt a Broadwayen, és még további 459 alkalommal játszották. A sikeren felbuzdulva Thalberg ugyancsak Drake-et és Balázs Bélát kérte fel a készülő film forgatókönyvének megírására, továbbá adott 700 ezer dollárt a produkció finanszírozására. Bár egy kis vita kialakult az orosz Grusinskayát alakító Greta Garbo erős svéd akcentusa miatt.
Garbo és Crawford erősen rivalizált egymással, és a film egyik jelenetében sem láthatók együtt.

## Kritikai fogadtatás
Alfred Rushford Greason a Varietyben írta: "Talán nem teljesen elégedettek azok a színházbajáró emberek, akiket lenyűgözött az ügyes színdarab és visszafogott színészi játék, de a nagyközönség, akiknek a film készült, el lesz ragadtatva." Majd hozzáteszi: "Ahogy kibontakozik a dráma, egy cseppet sem veszít a későbbiekben a lüktetéséből, annak ellenére, hogy a film közel két órás."
Évekkel később a Channel 4-on hangzik el: "Valószínűleg ez az első igazán sok cselekményszálas film a mozik történetében, több különböző sztori és karakter szövi át, akár egy faliszőnyegen, amik végül egy egész filmmé állnak össze."

## Fordítás
- Ez a szócikk részben vagy egészben  a   Grand_Hotel (film) című angol Wikipédia-szócikk fordításán alapul.  Az eredeti cikk szerkesztőit annak laptörténete sorolja fel. Ez a jelzés csupán a megfogalmazás eredetét és a szerzői jogokat jelzi, nem szolgál a cikkben szereplő információk forrásmegjelöléseként.